# Hyphantrophaga desmiae
Hyphantrophaga desmiae là một loài ruồi trong họ Tachinidae.